# Wancho
Pour les articles homonymes, voir Wancho (homonymie).
Le wancho est une langue sino-tibétaine de la branche des langues konyak, parlée en  Inde dans plusieurs villages des districts de Longding et de Tirap dans l’État d’Arunachal Pradesh, ainsi que dans les États d’Assam et du Nagaland.

## Écriture
Le wancho est écrit avec la devanagari, l’écriture latine ou l’écriture wancho.